# Alessandra Montrucchio
Alessandra Montrucchio (Torino, 25 settembre 1970) è una scrittrice e traduttrice italiana.

## Biografia
È nata e cresciuta a Torino, dove ha conseguito la laurea in Storia della letteratura italiana moderna e contemporanea.
Nel 1995 ha ricevuto il Premio Calvino per alcuni racconti, poi pubblicati da Marsilio in una raccolta dal titolo Ondate di calore.
Tra i suoi titoli più noti Macchie rosse e Cardiofitness, dal quale è stato tratto un film nel 2006. Con E poi la sete si è cimentata nella fantascienza.
Dal 1997 tiene una rubrica su "Torinosette", supplemento settimanale de La Stampa per Torino e provincia, intitolata "Cattive ragazze". Lavora anche come traduttrice. Tra i titoli tradotti per Einaudi, La città che dimenticò di respirare.
Insieme a Cristina Virone ha scritto libri per bambini firmati con lo pseudonimo di Jenny Haniver e pubblicati da Feltrinelli.

## Pubblicazioni
- Ondate di calore, Marsilio 1997
- Cardiofitness, Marsilio 1998
- Macchie rosse[4], Marsilio 2001
- Non riattaccare, Marsilio 2005
- Storia di un naso. Lo straordinario talento di una creatrice di profumi, in collaborazione con Laura Tonatto, Einaudi 2006
- Fuoco, vento, alcool, Marsilio 2006
- Berlino, Feltrinelli, 2007
- E poi la sete, Marsilio 2010
- Forever Young[5], Feltrinelli 2017